# Белоглава мишјакиња
Белоглава мишјакиња (лат. Colius leucocephalus) врста је птица из породице мишјакиња.

## Опис
Дуга је око 32 центиметра. Перје јој је углавном сивкасто, понегде с траговима црне и беле боје на леђима, врату и прсима. Има бели гребен, кукму и образе. Кљун је у свом горњем делу плавкасто-беле, а у доњем делу је смећкасто-жуте боје. Код младих птица, грло и прса су смећкасто-сиве боје. Северна подврста (лат. C. l. turneri) је тамнија од јужне, монотипичне подврсте (лат. C. l. leucocephalus).

## Распрострањеност
Живи у североисточној Африци, где обитава на југу Сомалије и деловима Кеније, с распоном који се шири у јужну Етиопију и северну Танзанију. Настањује сува грмовита подручја до 1.400 метара надморске висине.